# Simulium soubrense
Simulium soubrense es una especie de insecto del género Simulium, familia Simuliidae, orden Diptera.
Fue descrita científicamente por Vajime & Dunbar, 1975.